# Río Mali Yemets
El río Mali Yemets (del ruso: Малый Емец) es un río del óblast de Tiumén, en Rusia. Es un afluente por la derecha del río Yemets que lo es del río Vagái, que lo es del río Irtish, y éste a su vez del río Obi, a cuya cuenca hidrográfica pertenece.

## Geografía
Nace a 123 m sobre el nivel del mar, en Meliójino, y se dirige hacia el noroeste en sus 21 km de longitud, pasando por Maloyemets, hasta su desembocadura a 106 m de altura en el Yemets al sur de Melkozerova, a 102 km de su desembocadura en el río Vagái en Mokrushina.